# Лапгирис
Лапгирис (лит. Lapgirys) — село в северной части Литвы. Входит в состав Лигумайского староства Пакруойского района. По данным переписи Литвы 2011 года, население Лапгириса составляло 14 человек.

## География
Расположено в юго-западной части района, на берегу реки Везге. Расстояние до города Пакруойис составляет 17 километров. Ближайший населённый пункт — село Ясвилайчай.
В селе находится холм Криштопайтис — памятник природы.

## Население
| 1923                           | 1959 | 1970 | 1979 |
| ------------------------------ | ---- | ---- | ---- |
| 49                             | 34   | 24   | 18   |
| 1989                           | 2001 | 2011 | -    |
| 15                             | 22   | 14   | -    |
| Гистограмма динамики населения |      |      |      |